# Igor Warabida
Igor Warabida (ur. 13 stycznia 1975 w Warszawie), pięcioboista, dwukrotny olimpijczyk, 7-krotny medalista mistrzostw świata, 6-krotny medalista mistrzostw Polski. Karierę zaczął w wieku 9 lat w KKS Polonia Warszawa w sekcji pływackiej. W wieku 14 lat przeszedł do sekcji pięcioboju nowoczesnego CWKS Legia Warszawa, gdzie odniósł największe swoje sukcesy aż do zakończenia kariery w 2000 roku. Żonaty, zawodowo prowadzi działalność w branży reklamowej, cały czas związany ze sportem.

## Sukcesy na Olimpiadach
- 1996 Atlanta - 5. miejsce indywidualnie
- 2000 Sydney – 15. miejsce indywidualnie

## Sukcesy na Mistrzostwach Świata
- 1994 Toledo - 3. miejsce indywidualnie (juniorzy)
- 1994 Toledo - 2. miejsce drużynowo (juniorzy)
- 1995 Bazylea - 1. miejsce w sztafecie
- 1995 Bazylea - 3. miejsce drużynowo
- 1996 Rzym - 1. miejsce w sztafecie
- 1997 Sofia - 3. miejsce w sztafecie
- 2000 San Benedetto - 2. miejsce drużynowo

## Sukcesy na finałach Pucharu Świata
- 2000 Marsylia - 3. miejsce indywidualnie